# Waterbekken
Een waterbekken, ook  wel waterreservoir of waterberging, is een plek waar water (tijdelijk) wordt opgeslagen. Meestal gaat het om het bewaren van water voor toekomstig gebruik, maar het kan ook gaan om het gereguleerd afvoeren van water (zoals bergbezinkbassins in Nederland). Er kunnen verschillende doelen zijn voor toekomstig gebruik, zoals irrigatie, drinkwater, huishoudelijk gebruik (uitsparen van drinkwater) of het bevaarbaar houden van waterwegen. Er kunnen ook verschillende vormen zijn: het kan gaan om een open watervolume, zoals een stuwmeer, om een gebouw (zoals een watertoren voor drinkwater) of om een "simpele" regenton.

## Vormen van waterbekkens
Er zijn vele uiteenlopende vormen van waterberging, waaronder:
- Berging, berging van regenwater en ander afvalwater, meestal in de vorm van een gebouwde voorziening, zoals de bergbezinkbassins in Nederland.
- Berkad, waterbekken (vijver) waarmee in sommige delen van Somalië en Ethiopië water van het regenseizoen wordt bewaard voor droge tijden.
- Regenton, een eenvoudig vat buitenshuis, voor de opvang van regenwater, voor gebruik in huis en/of boerderij.
- Regenwaterput: een tank, meestal ondergronds, om hemelwater van het dak van een woning of ander gebouw op te slaan, dat dan via leidingen gebruikt wordt voor toiletten, wasmachine, schoonmaak, tuin en dergelijke.
- Retentiebekken of wachtbekken: een opvangmogelijkheid voor overtollig water, doorgaans vanuit rivieren.
- Spaarbekken: een natuurlijke of door de mens aangelegde plaats om water tijdelijk op te slaan voor later gebruik.
- Stuwmeer, kunstmatig meer in een rivierdal, gevoed door een rivier, gevormd dankzij een stuwdam, hiervoor kunnen verschillende doelen zijn.
- Watertoren, een gebouw waarin water op een relatief hoog niveau wordt bewaard en geleverd, vooral ten behoeve van drinkwater voor (persoonlijke) huishoudens, maar ook voor (kleine) bedrijven. Dankzij de hoogte van het waterbekken in de watertoren blijft de levering van water zonder veel technische kunstgrepen gewaarborgd.
- Zoetwaterreservoir, voor het grootschalig, in een kunstmatig meer opslaan van zoet water, ten behoeve van drinkwater (en bedrijven).